# کریستینا مارتینز
کریستینا مارتینز (انگلیسی: Cristina Martínez؛ زادهٔ ۲ ژانویهٔ ۱۹۹۶) دوچرخه‌سوار اهل اسپانیا است.